# Ruměnice písečná

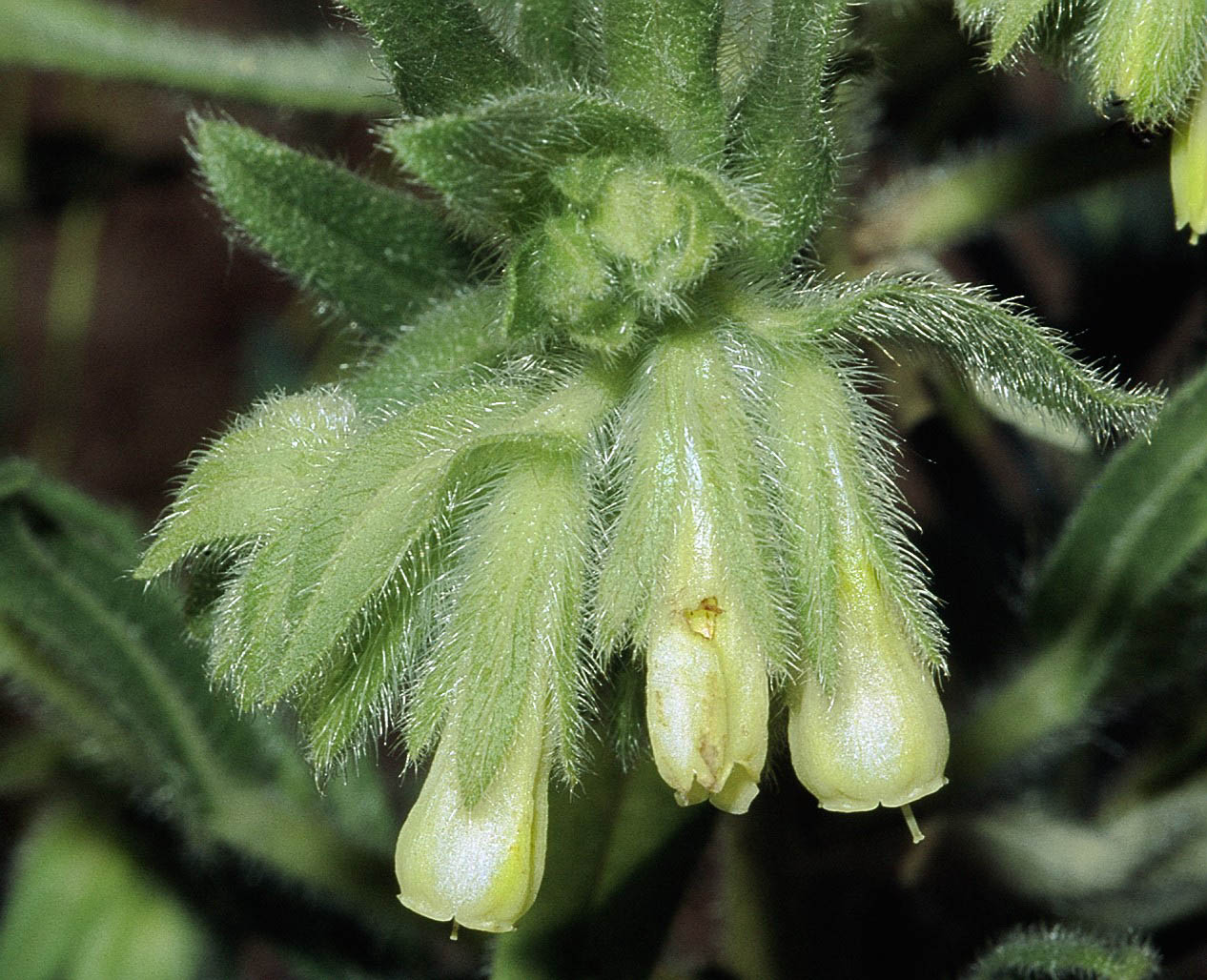
Květenství

Ruměnice písečná (Onosma arenaria) je původní, vytrvalá rostlina, jediný druh rodu ruměnice vyskytující se v české krajině. Tato průměrně půl metru vysoká, chlupatá bylina roste na suchých a slunečných místech, kde v letních měsících vykvétá svěšenými, trubkovitými, světle žlutými květy. V přírodě České republiky se vyskytuje velmi vzácně a je považována za rostlinu ohroženou vyhynutím.

## Rozšíření
Areál ruměnice písečné je malý, rozkládá se pouze ve střední, částečně jihovýchodní a hlavně ve východní Evropě. Česká republika, Slovensko a Německo leží na severní hranici rozšíření, západní ohraničení probíhá Rakouskem a Německem a jižní sahá až do Albánie a Řecka u Středozemního moře. Směrem na východ se vyskytuje v Rusku až k Uralu, po hranici s Asií. Ve střední Evropě je rostlinou panonské oblasti, kde ale nyní roste pouze ojediněle.
V ČR byla historicky známa ze čtyř lokalit na jižní Moravě. Nyní přežívá v malém počtu jen na jediném, částečně zalesněném stanovišti Doubrava, nacházející se v Dolnomoravském úvalu v okrese Hodonín.

## Ekologie
Hemikryptofyt rostoucí nejčastěji na výslunných stráních, v řídkých borových nebo i světlých, rozvolněných, listnatých lesích nebo ve stepích, kde nachází nezapojený porost a pouze částečné zastínění. Vyhovují ji výhřevné, vysychavé, zásadité, nejlépe písčité půdy v teplých oblastech, v rozsahu od nížin po pahorkatiny. Kvete od května do července. Ploidie druhu je 2n = 20.

## Popis
Dvouletá nebo častěji vytrvalá bylina se štětinatou, přímou, v horní polovině větvenou lodyhou vysokou 20 až 70 cm. Vyrůstá z hrubého, červenavého, dřevnatějícího kořene, z něhož raší více přízemních růžic a tím i více lodyh. V prvém roce vyroste pouze listová růžice s listy obkopinatými, 5 až 18 cm dlouhými, 0,5 až 1,5 cm širokými, na vrcholu zašpičatělými a oboustranně dlouze štětinatými. Následující rok z růžice vyroste lodyha, její přisedlé listy jsou tvarově podobné listům přizemním a výše přecházejí v úzké listeny.
V horní části lodyhy a odbočujících větví vyrůstají z paždí listenů vijany květů. Oboupohlavné, pětičetné květy mají krátké, svěšené stopky, které se po odkvětu napřimují a prodlužují. Květní kalich je světle zelený, vytrvalý, hluboce členěný do kopinatých, dlouze špičatých cípů štětinatě chlupatých. Světle žlutá koruna je trubkovitá, o třetinu delší než kalich, na bázi zúžená a bývá dlouhá až 15 až 20 mm. V květu je z koruny nevyčnívajících pět tyčinek se šípovitými prašníky, jen o málo delšími než nitky, které jsou do půli srostlé s korunní trubkou. Niťovitá čnělka s hlavičkovitou bliznou ční z trubky. Květy jsou opylovány hmyzem. Plody jsou zašpičatěle vejčité tvrdky asi 3 mm dlouhé, hladké a šedě hnědé.

## Ohrožení
Ruměnice písečná je ohrožována hlavně přímým poškozováním lokalit na kterých vyrůstá. Nejčastěji to bývá těžbou písku, zavážením odpadem, případně zalesňováním nebo snahou začlenit její stanoviště do intenzivního zemědělského využívání. Populaci mívá málo početnou, což také přispívá k rychlé likvidaci. Na ochranu před úplným vymizením z České přírody je ve "vyhlášce MŽP ČR č. 395/1992 Sb. ve znění vyhl. č. 175/2006 Sb." i v "Červeném seznamu cévnatých rostlin České republiky" z roku 2012 zařazena mezi kriticky ohrožené druhy (C1t, §1).

## Galerie

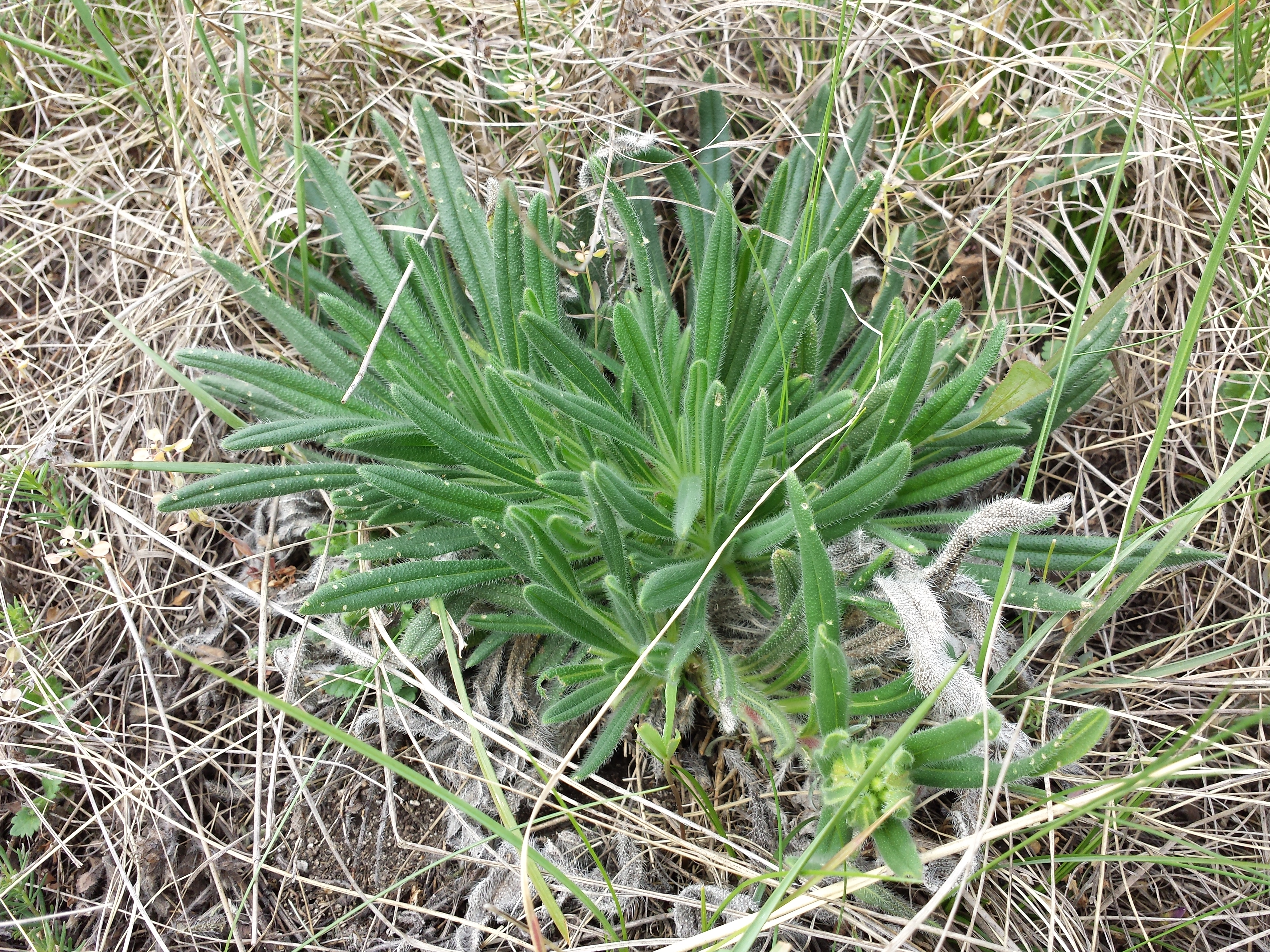
Mladé rostliny
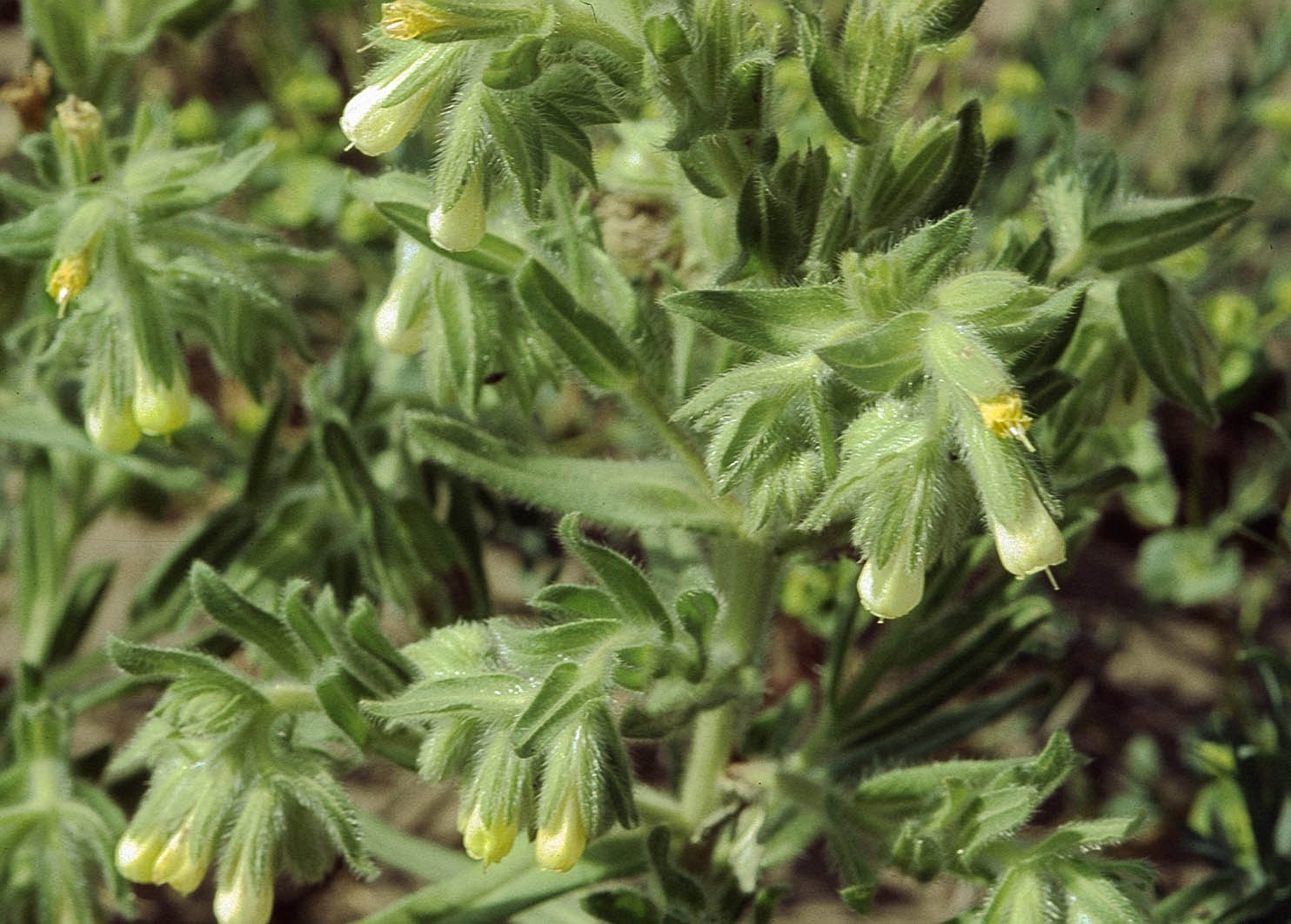
Kvetoucí rostlina